# James Poe
James Poe, född 4 oktober 1921, död 24 januari 1980, var en amerikansk manusförfattare för film och TV. Han är främst känd för filmerna Jorden runt på 80 dagar (för vilken han erhöll en Oscar för bästa manus efter förlaga tillsammans med John Farrow och S. J. Perelman), Katt på hett plåttak, Liljorna på marken och När man skjuter hästar så....